# Tongo Doumbia
Tongo Doumbia (Vernon, 6 de agosto de 1989) é um futebolista malinês que atua como volante. Atualmente joga pelo Al Ain e pela Seleção Malinesa.

## Carreira
Tongo Doumbia esteve no elenco da Seleção Malinesa que disputou o Campeonato Africano das Nações de 2015.